# Христо Попстоянов
Христо Попстоянов (изписване до 1945 година: Христо попъ Стояновъ) е български просветен деец, църковен певец и публицист от Македония.

## Биография
Христо Попстоянов е роден през 1876 година в сярското село Мелникич, тогава в Османската империя. В 1898 година завършва с тринадесетия випуск Солунската българска мъжка гимназия.
По-късно е член на Управителния съвет на „Българската матица“, а също и сътрудник в Дирекцията по печата. Умира през 1934 година.